# Cor Swerissen
Cor Swerissen (Amsterdam, 14 september 1956) is een voormalig Nederlands voetballer die uitkwam voor FC Amsterdam.
Cor Swerissen maakt op 17-jarige leeftijd in het seizoen 1974-1975 zijn debuut in het betaalde voetbal voor FC Amsterdam in de uitwedstrijd tegen MVV. In zijn eerste jaren slaagt de verdediger er niet in een basisplaats te veroveren, maar in het seizoen  1977-1978 groeit hij uit tot een vaste waarde. Aan het eind van dat seizoen degradeert hij echter met De Lieverdjes naar de Eerste Divisie. 
In 1979 stopt Swerissen bij FC Amsterdam om te gaan spelen voor de amateurs van AVV Animo. Maar een jaar later keert hij alweer terug in het betaalde voetbal bij opnieuw FC Amsterdam. Aan het eind van het seizoen 1981/1982 verdwijnt FC Amsterdam als gevolg van financiële problemen uit het betaalde voetbal, waarna ook Swerissen zijn voetbalschoenen aan de wilgen hangt.
Hij verhuisde met zijn gezin naar Zwaag, daar werd hij coach van het eerste van Westfriezen en toen zijn kleinzonen op voetbal mochten werd hij van hun coach.